# Beyond the Reach
Beyond the Reach (br Fora do Alcance/pt À Prova de Fogo) é um filme de suspense e aventura produzido nos Estados Unidos, dirigido por Jean-Baptiste Léonetti e lançado em 2014.